# Survivor Series (1993)
Survivor Series 1993 fue la séptima edición anual de Survivor Series, un evento pago por visión de lucha libre profesional producido por la World Wrestling Federation (WWF). Tuvo lugar el 24 de noviembre de 1993 desde el Boston Garden en Boston, Massachusetts.

## Resultados
- Dark match: Billy Gunn derrotó a The Brooklyn Brawler. (7:46)
  - Gunn cubrió a Brawler.
- (4 on 4) Traditional Eliminator Survivor Series match: Marty Jannetty, Randy Savage, Razor Ramon & The 1-2-3 Kid derrotaron a Irwin R. Schyster, Diesel, Rick Martel & Adam Bomb. (26:58)
  - Randy Savage sustituyó a Mr. Perfect, el cual estaba lesionado.

| N.º de eliminación | Luchador                                | Equipo                                  | Eliminado por                           | Técnica de eliminación                                                                        | Tiempo                                  |
| ------------------ | --------------------------------------- | --------------------------------------- | --------------------------------------- | --------------------------------------------------------------------------------------------- | --------------------------------------- |
| 1                  | Diesel                                  | Team IRS                                | Randy Savage                            | "Flying Elbow Drop"                                                                           | 10:20                                   |
| 2                  | Randy Savage                            | Team Razor                              | IRS                                     | "Roll-up"                                                                                     | 16:47                                   |
| 3                  | IRS                                     | Team IRS                                | Razor Ramon                             | "Razor's Edge"                                                                                | 20:32                                   |
| 4                  | Razor Ramon                             | Team Razor                              | Nadie                                   | Cuenta Fuera después de que IRS le golpeara con un maletín y Martel le echara fuera del ring. | 20:42                                   |
| 5                  | Rick Martel                             | Team IRS                                | 1-2-3 Kid                               | "Sunset Flip"                                                                                 | 25:49                                   |
| 6                  | Adam Bomb                               | Team IRS                                | Jannetty                                | "Sunset Flip"                                                                                 | 26:58                                   |
| Supervivientes     | 1-2-3 Kid & Marty Jannetty (Team Razor) | 1-2-3 Kid & Marty Jannetty (Team Razor) | 1-2-3 Kid & Marty Jannetty (Team Razor) | 1-2-3 Kid & Marty Jannetty (Team Razor)                                                       | 1-2-3 Kid & Marty Jannetty (Team Razor) |
- (4 on 4) Traditional Eliminator Survivor Series match: The Hart Family (Bret Hart, Owen Hart, Bruce Hart & Keith Hart) derrotaron a The King and his Knights (Shawn Michaels, The Red Knight, The Blue Knight & The Black Knight). (30:57)
  - Michaels sustituyó a Jerry Lawler, el cual tenía problemas con la ley (Lawler había sido acusado por una niña de 15 años de haberla violado, pero antes de que el caso fuera llevado a la corte, la misma admitió que había inventado la historia).[1]
  - La identidad de The Black Knight fue representada bien por Glen Jacobs (Kane) o por Jeff Gaylord.
  - El combate fue presentado como un "Family Feud" match; apropiadamente, Ray Combs, el entonces propietario del concurso Family Feud, fue el invitado especial y sirvió como anunciante al ring y como comentarista especial del combate.

| N.º de eliminación | Luchador                              | Equipo                                | Eliminado por                         | Técnica de eliminación                    | Tiempo                                |
| ------------------ | ------------------------------------- | ------------------------------------- | ------------------------------------- | ----------------------------------------- | ------------------------------------- |
| 1                  | The Black Knight                      | The King and his Knights              | Owen Hart                             | "Missile dropkick"                        | 10:49                                 |
| 2                  | The Red Knight                        | The King and his Knights              | Bret Hart                             | "Sharpshooter"                            | 18:06                                 |
| 3                  | The Blue Knight                       | The King and his Knights              | Owen Hart                             | "Sharpshooter"                            | 23:55                                 |
| 4                  | Owen Hart                             | The Hart Family                       | Shawn Michaels                        | "Schoolboy roll-up"                       | 27:26                                 |
| 5                  | Shawn Michaels                        | The King and his Knights              | Nadie                                 | Cuenta Fuera después de abandonar el ring | 30:57                                 |
| Supervivientes     | Bret, Bruce & Keith (The Hart Family) | Bret, Bruce & Keith (The Hart Family) | Bret, Bruce & Keith (The Hart Family) | Bret, Bruce & Keith (The Hart Family)     | Bret, Bruce & Keith (The Hart Family) |
- The Heavenly Bodies (Jimmy del Ray & Tom Prichard) (c/Jim Cornette) derrotaron a The Rock 'n' Roll Express (Ricky Morton & Robert Gibson) ganando el Campeonato en Parejas de la SMW. (13:41)
  - Prichard cubrió a Gibson tras golpearlo con la raqueta de tenis de Cornette.
  - Este combate formó parte de una sección interpromocional entre la WWF y la compañía de Cornette, la Smoky Mountain Wrestling.

- (4 on 4) Traditional Eliminator Survivor Series match: The Four Doinks The Bushwhackers (Butch Miller & Luke Williams) & Men on a Mission (Mabel & Mo) derrotaron a The Headshrinkers (Samu & Fatu), Bastion Booger & Bam Bam Bigelow (c/Luna Vachon y Afa). (10:58)
  - Este combate fue anunciado como un combate en el que participarían Doink the Clown y tres de su duplicado equipo; por su parte, The Bushwhackers y Men on a Mission pelearon con el maquillaje de "Doink".

| N.º de eliminación | Luchador                                  | Equipo                                    | Eliminado por                             | Técnica de eliminación                                              | Tiempo                                    |
| ------------------ | ----------------------------------------- | ----------------------------------------- | ----------------------------------------- | ------------------------------------------------------------------- | ----------------------------------------- |
| 1                  | Samu                                      | Team Bigelow                              | Luke                                      | "Roll-up" tras golpearlo con un globo de agua.                      | 3:02                                      |
| 2                  | Bastion Booger                            | Team Bigelow                              | Mabel                                     | "Big Splash"                                                        | 6:02                                      |
| 3                  | Fatu                                      | Team Bigelow                              | Butch                                     | "Roll-up" después de que Fatu resbalara con una cáscara de plátano. | 8:33                                      |
| 4                  | Bam Bam Bigelow                           | Team Bigelow                              | MoM y Bushwhackers                        | "Big Splash" de Mabel                                               | 10:58                                     |
| Supervivientes:    | Mabel, Mo, Luke & Butch (The Four Doinks) | Mabel, Mo, Luke & Butch (The Four Doinks) | Mabel, Mo, Luke & Butch (The Four Doinks) | Mabel, Mo, Luke & Butch (The Four Doinks)                           | Mabel, Mo, Luke & Butch (The Four Doinks) |
- (4 on 4) Traditional Eliminator Survivor Series match: The All-Americans (Lex Luger, The Undertaker, Rick Steiner & Scott Steiner) derrotaron a The Foreign Fanatics (Yokozuna, Crush, Ludvig Borga & Quebecer Jacques) (c/Jim Cornette, Johnny Polo y Mr. Fuji). (27:59)
  - The Undertaker reemplazó a Tatanka, y Crush sustituyó a Pierre.

| N.º de eliminación | Luchador                      | Equipo                                   | Eliminado por                 | Técnica de eliminación                         | Tiempo                        |
| ------------------ | ----------------------------- | ---------------------------------------- | ----------------------------- | ---------------------------------------------- | ----------------------------- |
| 1                  | Rick Steiner                  | The All-Americans                        | Ludvig Borga                  | "Crossbody"                                    | 5:05                          |
| 2                  | Crush                         | The Foreign Fanatics                     | Nadie                         | Cuenta Fuera tras luchar frente a Randy Savage | 11:36                         |
| 3                  | Quebecer Jacques              | The Foreign Fanatics                     | Lex Luger                     | "Elbow smash"                                  | 14:04                         |
| 4                  | Scott Steiner                 | The All-Americans                        | Yokozuna                      | "Leg drop"                                     | 16:57                         |
| 5                  | Undertaker & Yokozuna         | The All-Americans & The Foreign Fanatics | Nadie                         | Doble Cuenta Fuera tras luchar fuera del ring  | 22:26                         |
| 6                  | Ludvig Borga                  | The Foreign Fanatics                     | Lex Luger                     | "Running Elbow smash"                          | 28:02                         |
| Supervivientes     | Lex Luger (The All-Americans) | Lex Luger (The All-Americans)            | Lex Luger (The All-Americans) | Lex Luger (The All-Americans)                  | Lex Luger (The All-Americans) |
- Justo cuando el PPV iba a finalizar, Santa Claus apareció y celebró la victoria de Luger.

## Otros roles
| Comentaristas - Vince McMahon - Bobby "The Brain" Heenan - Ray Combs (Comentarista especial) - Jim Ross - Gorilla Moonsoon Entrevistadores - Todd Pettengill - Ray Combs Otros - Howard Finkel - Anunciador | Árbitros - Earl Hebner - Tim White - Danny Davis - Joey Marella |